# Округ Радехов
Округ Радехов (нем. Bezirk Radziechów, Радеховский уезд, пол. Powiat radziechowski, укр. Радехівський повіт) — административная единица коронной земли Королевства Галиции и Лодомерии в составе Австро-Венгрии, существовавшая в 	
1912—1918 годах. Административный центр — Радехов.
Образован постановлением от 6 декабря 1911 года, которое вступило в силу с 1 января 1912 года.
После Первой мировой войны округ вместе со всей Галицией отошёл к Польше.